# Koke-Strand
Der Koke-Strand (japanisch 苔平 Koke-daira, deutsch ‚Moosstrand‘) ist ein Strand an der Prinz-Harald-Küste des ostantarktischen Königin-Maud-Lands. In der Fukuro Cove liegt er unmittelbar südlich des Mount Chōtō in der Hügelkette Langhovde. 
Japanische Wissenschaftler benannten ihn 1963 nach den bis zu 450 m² großen Moosflächen, die hier anzutreffen sind.